# Vagabondliv i Frankrike
Vagabondliv i Frankrike är Ivar Lo-Johanssons debutbok från 1927.

## Handling
Det är en reseskildring som skildrar bland annat byggnadsarbetare och bönder i Frankrike på 1920-talet. Den var tänkt som första delen i en aldrig fullbordad svit av arbetarskildringar från olika länder och följdes av två liknande böcker från England, Kolet i våld (1928) och Nederstigen i dödsriket (1929).